# Parque Municipal Fazenda Lagoa do Nado

Localizado no bairro Itapoã, na região da Pampulha em Belo Horizonte. Possui 300.000 m² de área totalmente cercada e existindo também aceiros. O Parque Fazenda Lagoa do Nado foi concluído e inaugurado em setembro de 1994. O Parque nasceu de uma mobilização da comunidade que queria preservar o espaço verde de uma fazenda existente na área, e que seria transformado em um conjunto habitacional. Conhecido mais como Parque Lagoa do Nado, representa um local de referência cultural, onde são desenvolvidas diversas atividades culturais no Centro de Cultura Lagoa do Nado, do qual é sede.